# Моринська сільська рада (Звенигородський район)
Мо́ринська сільська́ ра́да — адміністративно-територіальна одиниця та орган місцевого самоврядування у Звенигородському районі Черкаської області. Адміністративний центр — село Моринці.

## Загальні відомості
- Населення ради: 2 300 осіб (станом на 2001 рік)

## Населені пункти
Сільській раді підпорядковані населені пункти:
- с. Моринці
- с. Гнилець

## Склад ради
Рада складається з 16 депутатів та голови.
- Голова ради: Кириченко Степан Степанович
- Секретар ради: Кириченко Лариса Миколаївна

### Керівний склад попередніх скликань
| Прізвище, ім'я, по батькові | Основні відомості                                                             | Дата обрання | Дата звільнення |
| --------------------------- | ----------------------------------------------------------------------------- | ------------ | --------------- |
| Приходько Сергій Андрійович | Сільський голова, 1953 року народження, член Народної партії                  | 26.03.2006   | 31.10.2010      |
| Кириченко Степан Степанович | Сільський голова, 1951 року народження, освіта середня загальна, безпартійний | 31.10.2010   |                 |

Примітка: таблиця складена за даними сайту Верховної Ради України

### Депутати
За результатами місцевих виборів 2010 року депутатами ради стали:

#### За суб'єктами висування
| Суб'єкт висування | Кількість обраних депутатів | %   |
| ----------------- | --------------------------- | --- |
| Самовисування     | 16                          | 100 |

#### За округами
| № округу | Прізвище, ім'я, по батькові      | Дата визнання обраним | Освіта             | Партійна приналежність | Відомості про обраного депутата                                           |
| -------- | -------------------------------- | --------------------- | ------------------ | ---------------------- | ------------------------------------------------------------------------- |
| 1        | Кириченко Лариса Миколаївна      | 05.11.2010            | вища               | позапартійна           | Моринська сільська рада, рахівник                                         |
| 2        | Опіканець Володимир Петрович     | 05.11.2010            | вища               | позапартійний          | Моринський НВК, вчитель                                                   |
| 3        | Бойко Леонід Петрович            | 05.11.2010            | середня            | позапартійний          | Валявська МТФ НВФ «Урожай», механізатор                                   |
| 4        | Колісник Валерій Анатолійович    | 05.11.2010            | вища               | позапартійний          | тимчасово не працює                                                       |
| 5        | Олійник Юрій Григорович          | 05.11.2010            | середня            | позапартійний          | приватний підприємець                                                     |
| 6        | Іваненко Алім Віталійович        | 05.11.2010            | середня            | позапартійний          | Меблева фабрика ММЦ «Комфорт», завідувач складу                           |
| 7        | Макомуж Володимир Анатолійович   | 10.06.2013            | незакінчена вища   | позапартійний          | приватний підприємець                                                     |
| 8        | Педан Олеся Василівна            | 05.11.2010            | вища               | позапартійна           | Моринська сільська рада, секретар                                         |
| 9        | Шульга Олег Васильови            | 05.11.2010            | середня            | позапартійний          | Звенигородське газове господарство, контролер                             |
| 10       | Терещенко Віктор Миколайович     | 05.11.2010            | середня            | позапартійний          | тимчасово не працює                                                       |
| 11       | Колісник Валерій Григорович      | 05.11.2010            | вища               | позапартійний          | Моринська загальноосвітня школа, директор                                 |
| 12       | Милокости Анатолій Олександрович | 05.11.2010            | середня спеціальна | позапартійний          | приватний підприємець                                                     |
| 13       | Клюс Тетяна Андріївна            | 05.11.2010            | вища               | позапартійна           | Агрофірма «Батьківщина Шевченка» філія ЗАТ НВК «Урожай», інспектор кадрів |
| 14       | Педан Микола Олександрович       | 05.11.2010            | середня спеціальна | позапартійний          | Агрофірма «Батьківщина Шевченка» філія ЗАТ НВК «Урожай», робочий          |
| 15       | Майстренко Людмила Миколаївна    | 05.11.2010            | середня спеціальна | позапартійна           | тимчасово не працює                                                       |
| 16       | Відоменко Сергій Петрович        | 05.11.2010            | середня            | позапартійний          | Завідувач моринської ветеринарної дільниці, ветеринар                     |